# Победници светских првенстава у атлетици у дворани — 3.000 метара
Победници светских првенстава у дворани за мушкарци у дисциплини 3.000 метара, која је у програму светских првенстава од Светских игра у дворани 1985. и првог Светског првенства у Индијанополису 1987. приказани су у следећој табели са резултатима победника и билансом медаља. Резултати су приказани у минутима.

## Освајачи медаља на СП у дврани - 3.000 метара за мушкарце
| Светско првенство          |                                | Резултат    |                                | Резултат |                                       | Резултат |
| Париз 1985. детаљи         | Жоао Кампос · Португалија      | 7:57,63 РСП | Дон Клери · САД                | 7:57,78  | Иван Увизи · Чехословачка             | 7:57,92  |
| Индијанополис 1987. детаљи | Френк О'Мара · Ирска           | 8:03,32     | Пол Донован · Ирска            | 8:03,89  | Тери Брам · САД                       | 8:03,92  |
| Будимпешта 1989. детаљи    | Саид Ауита · Мароко            | 7:47,94 РСП | Хозе Луис Гонзалез · Шпанија   | 7:48,66  | Дитер Бауман · Западна Немачка        | 7:50,47  |
| Севиља 1991. детаљи        | Френк О'Мара · Ирска           | 7:41,14 РСП | Хамид Бутајеб · Мароко         | 7:43,64  | Роберт Денмарк · Уједињено Краљевство | 7:43,90  |
| Торонто 1993. детаљи       | Ђенаро Ди Наполи · Италија     | 7:50,26     | Ерик Дубуа · Француска         | 7:50,57  | Енрике Молина · Шпанија               | 7:51,10  |
| Барселона 1995. детаљи     | Ђенаро Ди Наполи · Италија     | 7:50,89     | Анаклето Хименез · Шпанија     | 7:50,98  | Брахим Џабур · Мароко                 | 7:51,42  |
| Париз 1997. детаљи         | Хајле Гебрселасие · Етиопија   | 7:34,71 РСП | Пол Биток · Кенија             | 7:38,84  | Исмаил Сгир · Мароко                  | 7:40,01  |
| Маебаши 1999. детаљи       | Хајле Гебрселасие · Етиопија   | 7:53,57     | Пол Биток · Кенија             | 7:53,79  | Милтон Волде · Етиопија               | 7:53,85  |
| Лисабон 2001. детаљи       | Хишам Ел Геруж · Мароко        | 7:37,74     | Мохамед Мурхит · Белгија       | 7:38,94  | Алберто Гарсија · Шпанија             | 7:39,96  |
| Бирмингем 2003. детаљи     | Хајле Гебрселасие · Етиопија   | 7:40,97     | Алберто Гарсија · Шпанија      | 7:42,08  | Лук Кипкосгеи · Кенија                | 7:42,56  |
| Будимпешта 2004. детаљи    | Бернард Лагат · Кенија         | 7:56,34     | Руи Силва · Португалија        | 7:57,08  | Маркос Генети · Етиопија              | 7:57,87  |
| Москва 2006. детаљи        | Кенениса Бекеле · Етиопија     | 7:39,32     | Саиф Саид Шахин · Катар        | 7:41,28  | Елијуд Кипчоге · Кенија               | 7:42,58  |
| Валенсија 2008. детаљи     | Тарику Бекеле · Етиопија       | 7:48,23     | Пол Кипселе Коеч · Кенија      | 7:49,06  | Абрехам Черкос · Етиопија             | 7:49,96  |
| Доха 2010. детаљи          | Бернард Лагат · САД            | 7:37,97     | Сергио Санчез · Шпанија        | 7:39,55  | Сами Алекс Мутаи · Кенија             | 7:39,90  |
| Истанбул 2012. детаљи      | Бернард Лагат · САД            | 7:41,44     | Аугустин Кипроно Чоге · Кенија | 7:41,77  | Едвин Черијот Сои · Кенија            | 7:41,78  |
| Сопот 2014. детаљи         | Кејлеб Ндику · Кенија          | 7:54,94     | Бернард Лагат · САД            | 7:55,22  | Дејен Гебремескел · Етиопија          | 7:55,39  |
| Портланд 2016. детаљи      | Јомиф Кејелча · Етиопија       | 7:57,21     | Рајан Хил · САД                | 7:57,39  | Аугустин Кипроно Чоге · Кенија        | 7:57,43  |
| Бирмингем 2018. детаљи     | Јомиф Кејелча · Етиопија       | 8:14,41     | Селемон Барега · Етиопија      | 8:15,59  | Бетвел Бирген · Кенија                | 8:15,70  |
| Београд 2022. детаљи       | Селемон Барега · Етиопија      | 7:41,38     | Ламеша Гирма · Етиопија        | 7:41,63  | Марк Скот · Уједињено Краљевство      | 7:42,02  |
| Глазгов 2024. детаљи       | Џош Кер · Уједињено Краљевство | 7:42,98     | Јаред Нугус · САД              | 7:43,59  | Селемон Барега · Етиопија             | 7:43,64  |
| Нанкинг 2025. детаљи       | Јакоб Ингебригтсен · Норвешка  | 7:46,09     | Бериху Арегави · Етиопија      | 7:46,25  | Кај Робинсон · Аустралија             | 7:47,09  |
| Торуњ 2026                 |                                |             |                                |          |                                       |          |

## Биланс медаља 3.000 метара за мушкарце
стање после СП 2025.
|     | Земља                |    |    |    |    |
| --- | -------------------- | -- | -- | -- | -- |
| 1.  | Етиопија             | 8  | 3  | 5  | 16 |
| 2.  | Кенија               | 2  | 4  | 6  | 12 |
| 3.  | САД                  | 2  | 4  | 1  | 7  |
| 4.  | Мароко               | 2  | 1  | 2  | 5  |
| 5.  | Ирска                | 2  | 1  | 0  | 3  |
| 6.  | Италија              | 2  | 0  | 0  | 2  |
| 7.  | Португалија          | 1  | 1  | 0  | 2  |
| 8.  | Уједињено Краљевство | 1  | 0  | 2  | 3  |
| 9.  | Норвешка             | 1  | 0  | 0  | 1  |
| 10. | Шпанија              | 0  | 4  | 2  | 6  |
| 11. | Француска            | 0  | 1  | 0  | 1  |
| 11. | Белгија              | 0  | 1  | 0  | 1  |
| 11. | Катар                | 0  | 1  | 0  | 1  |
| 14. | Западна Немачка      | 0  | 0  | 1  | 1  |
| 14. | Чехословачка         | 0  | 0  | 1  | 1  |
| 14. | Аустралија           | 0  | 0  | 1  | 1  |
|     | Укупно 16 земаља     | 21 | 21 | 21 | 63 |